# One-Zero-Six-Nine

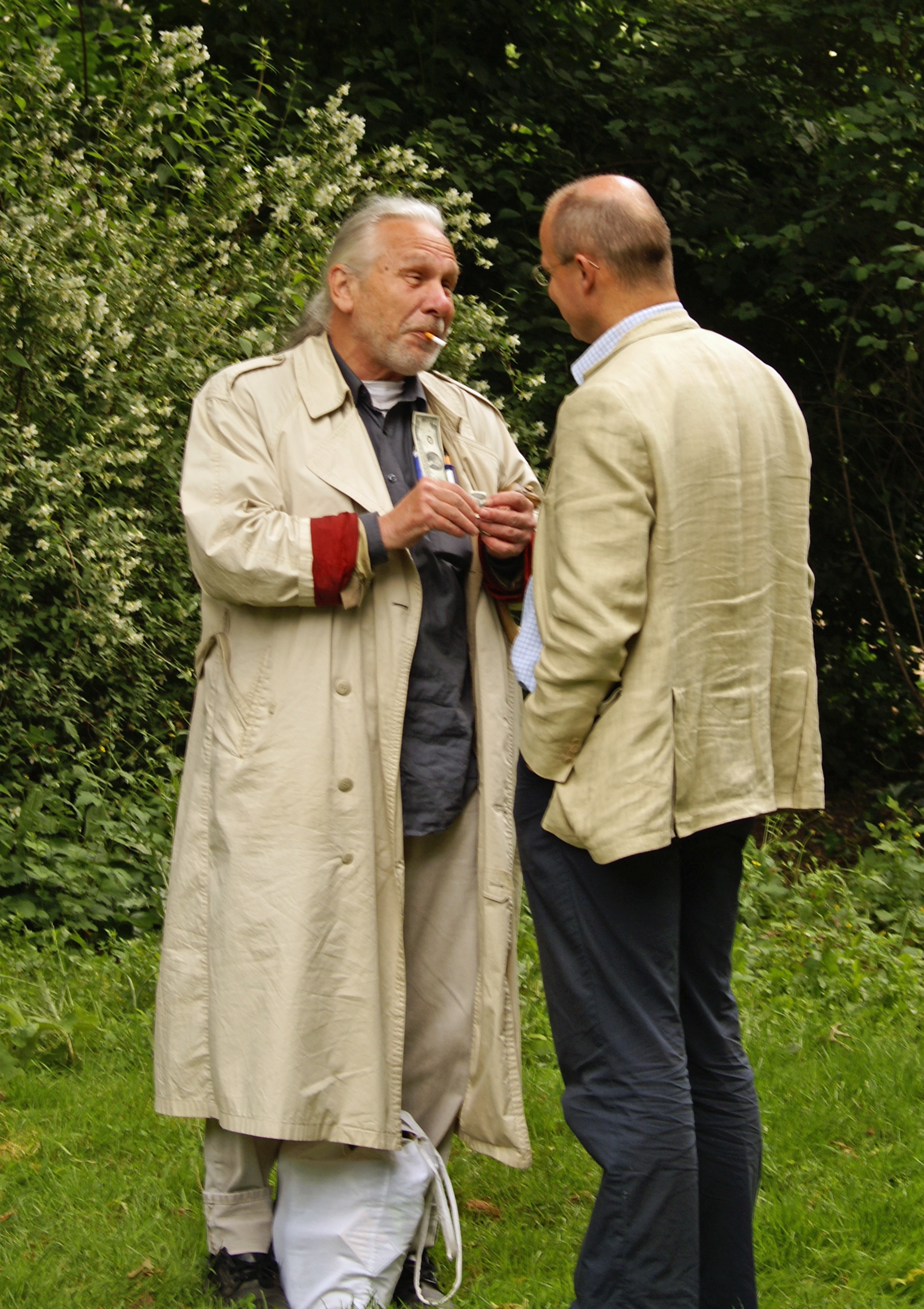
One-Zero-Six-Nine (links) im Gespräch mit Reverend Martin Reakes-Williams

One-Zero-Six-Nine, eigentlich Michael Karl Herbert Holz (geb. November 1945 in Hof in Franken; gest. 6. August 2015 in Leipzig), war gewissermaßen als Kneipenphilosoph, Trinker und Nervtöter ein stadtbekanntes Leipziger Original, wie er sich auch selbst nannte.

## Leben
Michael Holz wuchs in Amerika in New York auf, wo er den Familiennamen „Dengler“ bekam, als er mit fünf Jahren adoptiert wurde. Das Verhältnis zu seinen wohlhabenden Adoptiveltern war nicht harmonisch, sodass er sie im Alter von 20 Jahren für immer verließ. Selbst ein Erbe in Millionenhöhe schlug er aus, um ein selbstbestimmtes Leben jenseits irgendwelcher Konventionen zu führen. Nach dem 1978 fehlgeschlagenen Versuch, seinen Namen in die Zahl „1069“ ändern zu lassen, setzte er 1979 beim Supreme-Court von Minnesota durch, dass der Name statt in Ziffern als Buchstaben One-Zero-Six-Nine in seinen Personalausweis eingetragen wurde. Sein Fall machte seinerzeit in Amerika Schlagzeilen.
Im Leipziger Magazin „Kreuzer“ stand in der Überschrift, nach ihm zitiert: I’m a Number not a Name. Diese Namensgebung brachte ihm manche Schwierigkeiten mit den Behörden, aber auch der Krankenkasse und mit Banken ein. Seine Freunde nannten ihn kurz One-Zero. Er war auf alle Fälle ein Lebenskünstler, woran der Nachruf im Kreuzer keinen Zweifel lässt.
Unter diesen Umständen ist es nicht verwunderlich, dass so mancherlei Anekdoten über One-Zero-Six-Nine kursieren. Trotz der zutreffenden Beschreibung: Er war in Leipzig obdachlos und lebte bei Freunden. Er kam 1991 im Alter von 45 nach Leipzig. Im Wesentlichen kehrte er damit nicht nur den Vereinigten Staaten von Amerika für immer den Rücken, sondern auch seiner Familie und damit seinen zwei Kindern aus erster Ehe. Er war zweimal verheiratet. Die letzte Begegnung mit seiner Tochter in Amerika war im Krankenhaus, in welchem er infolge eines schweren Verkehrsunfalls lag, als er von einem Transporter während des Spazierengehens überfahren wurde. Weil in Leipzig zumindest bis ca. 1995 das Angebot an Kneipen sich in überschaubaren Grenzen gehalten hatte, so dauerte auch es nicht lange, bis ihn alle kannten, die darin verkehrten. Aber auch nach 1995, als sich die Zahl der Lokale in Leipzig zu vermehren begann, blieb One-Zero förmlich omnipräsent, und das bis zu seinem Tod. Am stärksten war wohl das auf der Kneipenmeile in der Karl-Liebknecht-Straße, kurz Karli, der Fall. Ganz unreligiös war One-Zero nicht. Er war in einigen Gottesdiensten der Leipzig English Church anwesend und bleibt auch in selbiger in Erinnerung. Wie in dem Nachruf geschrieben steht: sein letzter Status war Asylbewerber. Auch einem Asylbewerber wird ein Dokument ausgestellt. In dem seinen stand der Name One-Zero-Six-Nine.
One-Zero-Six-Nine wurde auf dem Leipziger Ostfriedhof unter großer Anteilnahme beigesetzt. Er verkaufte die Leipziger Straßenzeitung „Kippe“, die ihm ihrerseits einen Nachruf widmete.
Ihm zu Ehren fand in der naTo in der Karl-Liebknecht-Straße am 16. September 2015 eine Abschiedsparty mit Begleitprogramm unter großem Publikum statt. Bei dieser saß u. a. ein weiteres Leipziger Original am Klavier: der „Kerzenmann von Leipzig“ Achim Ernst Brembach, der ihm mit einem kurzen Stück seine Reverenz bekundete.